# Acropteris ceramata
Acropteris ceramata är en fjärilsart som beskrevs av Walker 1862. Acropteris ceramata ingår i släktet Acropteris och familjen Uraniidae. Inga underarter finns listade i Catalogue of Life.